# Функциональный комфорт
Функциона́льный комфо́рт — одно из фундаментальных понятий в дизайне, обозначающее сферу взаимодействия объекта дизайна с окружающей средой .

## История возникновения
Термин был введен в конце 60-х, начале 70-х годов во ВНИИТЭ , вместе с появлением нового раздела в науке о дизайне и нового направления в нём, получившего название эргодизайн. Дальнейшее развитие методы эргодизайна нашли при конструкторско-технологическом проектировании приборов и систем, организации рабочих мест человека - оператора .

## Области функционального комфорта
На данный момент существует четыре области функционального комфорта (пятая и шестая области рассматриваются футуристически).
- 1-я область функционального комфорта — описывает сам объект дизайна и изучается композицией. Как наука, рассматривается с появлением эстетики классицизма.
- 2-я область функционального комфорта — описывает сам объект дизайна и его взаимодействие с пользователем. Изучается эргономикой. Как наука, рассматривается с появлением эстетик авангарда и, прежде всего, эстетики конструктивизма.
- 3-я область функционального комфорта — описывает жизненный цикл объекта дизайна. Рассматривается эргодизайном, частным случаем которого стала рассматриваться эргономика. Стоит отметить, в ряде стран (таких, например, как США) в силу культурных традиций (эстетика восприятия окружающей действительности) эргодизайн подменяется эргономикой.
- 4-я область функционального комфорта зародилась совсем недавно и получила название экологический дизайн (экодизайн). Суть этого понятия заключается в замыкании на ноосферу всех взаимодействий объекта дизайна с окружающей средой.